# رأس الحديد

رأس الحديد (بالفرنسية: Cap de Fer)‏ هو رأس ساحلي شمال شرق الجزائر ويقع في الطرف الغربي من صخرة جبل إيدوغ (الجزائر).

## الوصف
يشكل شبه جزيرة مع تضاريس المعذبة بين شطايبي وسكيكدة ويأوي على منحدره الغربي شاطئ المرسى. يقع نتوء خليجي صخري إلى الشرق قليلاً، على بعد 3,8 كيلومتر من الرأس وشمال جبل الحسان، ويعتبر أقصى نقطة في الشمال (37°05′23″N 7°12′45″E / 37.089830°N 7.212431°E) من الساحل الجزائري بأكمله.
قام على طريق المرسى المستوطنون الفرنسيون ببناء حصن حوالي عام 1870.
تم تصنيف هذه القلعة باعتبارها نصبًا عالميًا، وتأوي مركزًا لخدمات القوات البحرية الجزائرية.

## انظر أيضا

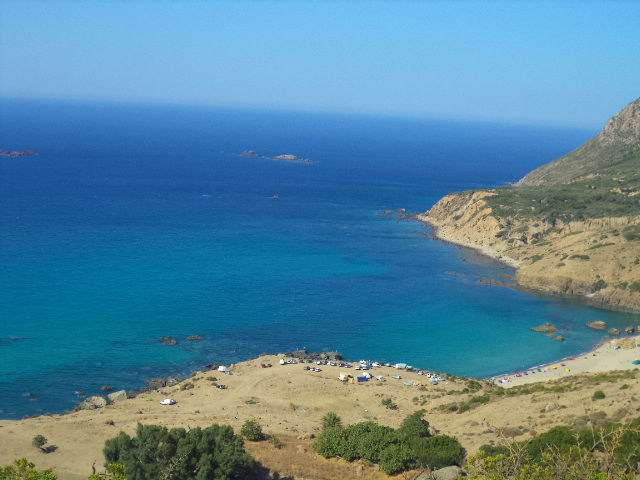
منظر عام لمنطقة رأس الحديد